# Aurel Neagu
Aurel Neagu (* 8. července 1954 Văcăreni, Rumunsko) je bývalý rumunský zápasník, volnostylař.
V roce 1980 vybojoval na olympijských hrách v Moskvě páté místo v kategorii do 57 kg. V roce 1981 vybojoval bronz na letní Univerziádě v Bukurešti.